# Experiment (Verein)

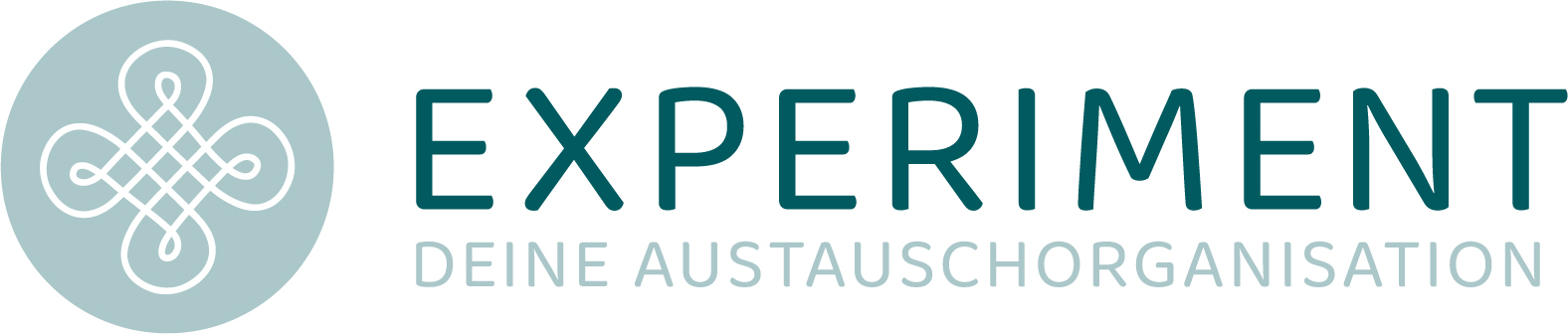
Experiment: Deine Austauschorganisation – Logo von Experiment e.V.

Experiment e. V. mit Sitz in Bonn organisiert interkulturelle Begegnungen mit über 70 Ländern.
Der Verein ist der deutsche Zweig der weltweit tätigen Austauschorganisation „The Experiment in International Living“. Experiment e. V. wurde 1952 gegründet und wurde als gemeinnützig anerkannt. Der Verein hat bundesweit fast 1000 Mitglieder und über 970 ehrenamtliche Mitarbeiter (Stand Januar 2022). In der Geschäftsstelle in Bonn arbeiten 50 hauptamtliche Mitarbeiter.

## Geschichte
Der US-Amerikaner Donald B. Watt gründete 1932 die Austauschorganisation The Experiment in International Living. Seine Motivation war, interkulturelle Begegnungen in Familien zu organisieren. Erster deutscher Partner von Donald B. Watt war Alfons Schunter aus Saulgau, der damals im Auftrag des Deutschen Akademischen Austauschdienstes neben diesen Aufgaben einen deutsch-englischen Schüleraustausch im süddeutschen Raum betreute. Bis 1936 gab es in der Zusammenarbeit zwischen Deutschland und den USA Besuche nur in einer Richtung, nämlich für Teilnehmer aus den USA nach Deutschland. Die erste deutsche Gruppe reiste 1936 unter Leitung von Alfons Schunter in die USA. Während des Zweiten Weltkriegs waren Austauschaktivitäten in Deutschland unmöglich. 1948 brachte Donald B. Watt erste Gruppen aus den USA wieder nach Deutschland. Seit 1952 ist der Verein Mitglied in der internationalen Federation „The Experiment in International Living“. 2022 feiert „The Experiment in International Living“ sein neunzigjähriges Jubiläum.

## Vereinszweck
Vereinszweck laut Paragraf 2 der Vereinssatzung ist:
„Zweck des Vereins ist der Austausch zwischen Menschen aller Kulturen, Religionen und Altersgruppen. Experiment e. V. ermöglicht das Zusammenleben von Menschen verschiedener Herkunft, um zum gegenseitigen Verständnis und dem friedlichen Miteinander der Kulturen beizutragen.“

## Struktur
Der Vorstand, bestehend aus sieben Mitgliedern, verantwortet die Angelegenheiten des Vereins und vertritt ihn nach außen. Wichtige Aufgaben des Vorstandes sind unter anderem die Aufstellung der jährlichen Finanzplanung, deren Einhaltung und Kontrolle, die Aufsicht über die Geschäftsstelle und die Erarbeitung von Richtlinien für die Programmgestaltung. Der Aufsichtsrat kontrolliert den Vorstand. Zu den Aufgaben des Aufsichtsrates gehören insbesondere auch die Prüfung des Haushaltsplans und des Jahresabschlusses sowie der Vorschlag zur Beschlussfassung über die Entlastung des Vorstands an die Mitgliederversammlung.

## Auszeichnungen
Das Bündnis für Demokratie und Toleranz zeichnete 2011 das „Kulturentdecker“-Stipendium, das der Verein größtenteils aus eigenen Mitteln finanziert, als „besonders vorbildlich“ aus. Das Stipendium richtet sich an Schüler von Haupt-, Real- und Förderschulen, da diese bei interkulturellen Austauschprogrammen unterrepräsentiert sind.
Die vom Verein angebotenen Freiwilligendienste sind mit dem Quifd-Gütesiegel (Qualität im Freiwilligendienst) zertifiziert.

## Kooperationspartner
Kooperationspartner sind u. a. Auswärtiges Amt, Botschaft der USA, Bundesministerium für wirtschaftliche Zusammenarbeit und Entwicklung (BMZ), Bundesministerium für Familie, Senioren, Frauen und Jugend (BMFSFJ), Deutscher Akademischer Austauschdienst, Deutscher Bundestag, Fulbright-Kommission, Goethe-Institut, Kreuzberger Kinderstiftung, Sächsisches Staatsministerium für Kultus, und Stiftung Mercator.
Der Verein ist Gründungsmitglied des Arbeitskreises gemeinnütziger Jugendaustausch (AJA). Der AJA hat das Ziel, die bei den sechs gemeinnützigen Mitgliederorganisationen in jahrzehntelanger Arbeit bewährten Qualitätsstandards für internationale Jugendaustauschprogramme durch eine enge Zusammenarbeit und durch gegenseitigen Erfahrungsaustausch zu wahren und weiter zu verbessern.

## Programme
Der Verein bietet Auslandsaufenthalte für Menschen aller Kulturen, Religionen und Altersgruppen an. Gleichzeitig organisiert Experiment e. V. auch Gastfamilienaufenthalte in Deutschland.
Die verschiedenen Programme für einen Auslandsaufenthalt (4 Wochen bis 12 Monate) sind:
- Demi-pair: Halbtags-Sprachschule, halbtags Kinderbetreuung in einer Familie in Australien, Ecuador, Irland, Kanada, Neuseeland
- Freiwilligendienst: Experiment e. V. ist Entsendeorganisation von weltwärts und dem Europäischen Freiwilligendienst (EFD). Außerdem gibt es flexible Freiwilligendienste in 24 Ländern (4 Wochen bis ein Jahr).
- Praktikum weltweit: Praktikum, z. B. in den Bereichen Bildung, Soziales, Umwelt, Wirtschaft in einem von 9 Ländern (1 bis 6 Monate)
- Schulbesuch im Ausland: Schulbesuche in 24 Ländern, die Unterkunft erfolgt in einer Gastfamilie (3 Monate bis ein Jahr). Experiment e. V. ist Endsendeorganisation des Parlamentarischen Patenschaft-Programms.
- Außerdem: Gastfamilienaufenthalte, Gruppenprogramme, „Kulturentdecker“-Stipendium, Ranchstay/Farmstay, Sprachreisen und Summer Camps.

Der Verein bietet Programme in folgenden Ländern an: Argentinien, Australien, Belgien, Benin, Costa Rica, China, Dänemark, Ecuador, Estland, Finnland, Frankreich, Ghana, Großbritannien, Guatemala, Indien, Irland, Israel, Italien, Japan, Kanada, Laos, Marokko, Mauritius, Mexiko, Nepal, Neuseeland, Norwegen, Niederlande, Schweden, Singapur, Südafrika, Spanien, Thailand, USA, Vietnam.
Folgende Programme betreut der Verein in Deutschland:
- afrikanische Deutschlehrer: zweiwöchiger Aufenthalt in einer Gastfamilie im Sommer
- Familienaufenthalt für ausländische Studierende (FiS): zweiwöchiger Aufenthalt in einer Gastfamilie über Weihnachten, Ostern und in den Semesterferien
- Road Scholar: Kultur-Reisen für US-Amerikaner ab 55 Jahren
- Schulbesuch in Deutschland: Schüler wohnen für ein halbes oder ein ganzes Jahr in einer Gastfamilie und gehen in Deutschland zur Schule. Experiment e. V. ist Empfängerorganisation des Parlamentarischen Patenschaft-Programms
- weitere Kurzzeit- und Gruppenprogramme

## Sonstiges
Der Verein verwaltet einen eigenen Stipendienfonds, um möglichst vielen Menschen einen Auslandsaufenthalt zu ermöglichen. Dieser beinhaltet sowohl Teilstipendien für finanziell benötigte Unterstützung, als auch verschiedene Sonderstipendien (z. B. Klimabotschafter-Stipendium, Nachhaltigkeitsstipendium, Social Media Stipendium). Zudem organisiert der Verein Stipendienprogramme für seine Partner, zum Beispiel weltwärts, Europäischer Freiwilligendienst oder das Parlamentarische Patenschafts-Programm.